# Tipula pterotricha
Tipula pterotricha är en tvåvingeart som beskrevs av Alexander 1953. Tipula pterotricha ingår i släktet Tipula och familjen storharkrankar. Inga underarter finns listade i Catalogue of Life.